# Dihidrofolna kiselina
{{chembox-lat
| verifiedrevid = 443685970
| ImageFile = Dihydrofolic acid.svg
| ImageSize = 250px
| IUPACName = N-(4-{[(2-amino-4-okso-1,4,7,8-tetrahidropteridin-6-il)metil]amino}benzoil)--glutaminska kiselina
| OtherNames = H2folat, DH
| Section1 = !Identifikacija
|-

| 

| 
- 4033-27-6

|-
| 

| 
- interaktivna slika

|-
| 
| 
- CHEBI:15633

|-
| 
| 
- 89228

|-
| 
| 100.116.435
|-
| MeSH
| dihydrofolate
|-
| 

| 
- 98792

|-
| 
|-
| 
|-
| Section2 = !Svojstva
|-
| 
| 
|-
| Molarna masa
|   
|-
| Section3 = 
}}
Dihidrofolna kiselina (dihidrofolat, vitamin B9) je derivat folne kiseline koji se konvertuje u tetrahidrofolnu kiselinu posredstvom dihidrofolatne reduktaze. Tetrahidrofolat je neophodan za formiranje purina i pirimidina, koji su gradivni blokovi DNK i RNK. Dihidrofolat reduktaza je meta lekova koji sprečavaju sintezu nukleinskih kiselina.